# Guma balonowa

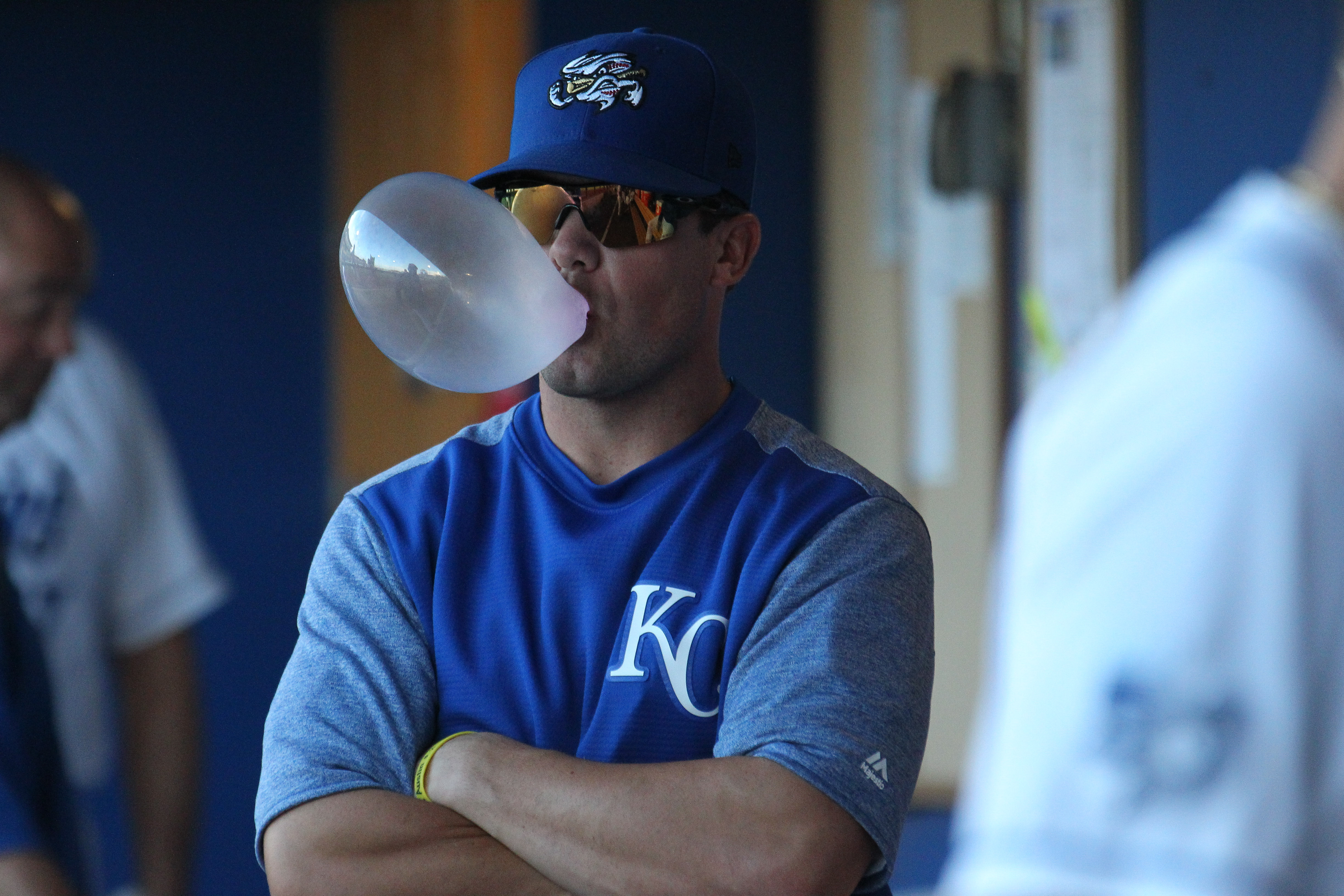
Balon z gumy balonowej

Guma balonowa – guma do żucia, z której można robić balony, odpowiednio poruszając ustami.

## Historia
Pierwowzorem gumy do żucia jest żywica z kory pistacji kleistej w Grecji. Pierwszą gumą do żucia produkowaną na sprzedaż była guma świerkowa, produkowana od 1848 roku przez amerykańskiego przedsiębiorcę Johna Curtisa w jego domowym kuchennym piecu. Potem dodawano do niej dziwne i rozmaite nazwy. Pierwszą, prawdziwą gumę balonową wyprodukował amerykański przedsiębiorca Frank Henry Fleer, ale guma ta często pękała. Następnie amerykański wynalazca Walter Diemer dodał do gumy lateks i różowy barwnik, dzięki czemu znacznie ulepszył gumę. W 1893 roku amerykański przedsiębiorca William Wrigley Jr., właściciel fabryki mydła w Chicago, wprowadził na rynek gumy Juicy Fruit i Spearmint (zob. Wrigley Company), które są produkowane do dziś.